# Argyrophylax gowdeyi
Argyrophylax gowdeyi là một loài ruồi trong họ Tachinidae.